# Baffie
Baffie település Franciaországban, Puy-de-Dôme megyében. Lakosainak száma 111 fő (2022. január 1.). Baffie Églisolles, Grandrif és Saint-Just községekkel határos.

## Népesség
A település népességének változása:
| Lakosok száma | 115  | 113  | 114  | 112  | 112  | 111  | 111  | 111  | 111  |
|               | 2013 | 2015 | 2016 | 2017 | 2018 | 2019 | 2020 | 2021 | 2022 |